# Luis Rodríguez Alanís
Luis Alfonso Rodríguez Alanís (San Nicolás de los Garza, Nuevo León, México; 21 de enero de 1991) es un futbolista mexicano que juega de lateral derecho o interior derecho en el Club de Fútbol Pachuca de la Primera División de México.
Apodado Chaka, Rodríguez es un jugador de perfil derecho con cualidades tanto defensivas como ofensivas, por lo que puede ser habilitado como Volante, extremo y Lateral derecho.

## Trayectoria
Sus inicios en el fútbol se dieron en su inicio de estudios en el Colegio Salesiano Don Bosco, ubicado en la colonia Linda Vista de Monterrey, ayudado y corchado por su profesor "Gerardo" fue iniciando su carrera alado de sus compañeros de donde destacaron también algunos otros futbolistas reconocidos.

### Club de Futbol Monterrey
Surgió de las fuerzas básicas del Monterrey, donde estuvo en las categorías sub-15, sub-17 y sub-20, donde después de demostrar su talento en 2010 fue llamado al primer equipo por Víctor Manuel Vucetich, debuta en el primer equipo el 24 de julio de 2010 en el empate 1-1 ante el San Luis.

### San Luis F. C.
Tras finalizar el Clausura 2012, Monterrey no requirió más de sus servicios y fue puesto transferible, donde el San Luis Fútbol Club compra su carta por 3 años.

### Chiapas F. C.
Tras la desaparición del Club San Luis, había 2 equipos del Ascenso MX que estaban interesados en el jugador pero el Chiapas Fútbol Club compra al jugador con un contrato por 4 años, de cara al Apertura 2013.

### Tigres de la UANL
Durante el draft Apertura 2016, era casi hecha la contratación del Chaka a Chivas, pero Tigres UANL oficializa su compra definitiva, por 5 millones de dólares convirtiéndose en el segundo refuerzo de cara al Apertura 2016.

## Selección nacional

### Selección absoluta
| Club               | País   | PJ | Goles | Periodo         |
| ------------------ | ------ | -- | ----- | --------------- |
| Selección Mexicana | México | 16 | 2     | 2015 - Presente |

Tras tener buenas actuaciones con el Chiapas, el técnico Miguel Herrera lo convoca para el amistoso contra la Selección de los Estados Unidos de América.
Debuta con la selección mayor el 15 de abril de 2015, jugando 65 minutos.
Tras 2 años sin recibir convocatoria, gracias a su buen momento en los Tigres de la UANL el 8 de junio de 2017 queda en la lista preliminar de 40 jugadores para la Copa Oro de la Concacaf 2017, bajo el mandó de Juan Carlos Osorio.
El 28 de junio de 2017, queda en la lista final de 23 jugadores de cara a la Copa Oro 2017.

### Participaciones en Copa de Oro de la CONCACAF
| Copa                            | Sede           | Resultado   |
| ------------------------------- | -------------- | ----------- |
| Copa de Oro de la Concacaf 2017 | Estados Unidos | Semifinales |

## Palmarés

### Títulos nacionales
| Título               | Club        | País   | Año  |
| -------------------- | ----------- | ------ | ---- |
| Liga MX              | Monterrey   | México | 2010 |
| Campeón de Campeones | Tigres UANL | México | 2016 |
| Liga MX              | Tigres UANL | México | 2016 |
| Campeón de Campeones | Tigres UANL | México | 2017 |
| Liga MX              | Tigres UANL | México | 2017 |
| Campeón de Campeones | Tigres UANL | México | 2018 |
| Liga MX              | Tigres UANL | México | 2019 |

### Títulos internacionales
| Título                           | Club                   | Sede            | Año  |
| -------------------------------- | ---------------------- | --------------- | ---- |
| Copa de Oro de la Concacaf       | Selección de México    | Estados Unidos  | 2019 |
| Liga de Campeones de la Concacaf | Tigres UANL            | Orlando         | 2020 |
| Liga de Campeones de la Concacaf | Club de Fútbol Pachuca | Pachuca de Soto | 2024 |
| Derbi de las Américas de la FIFA | Club de Fútbol Pachuca | Doha            | 2024 |
| Copa Challenger de la FIFA       | Club de Fútbol Pachuca | Doha            | 2024 |

### Distinciones individuales
| Distinción                                        | Año  |
| ------------------------------------------------- | ---- |
| Once Ideal de la Liga MX Apertura 2017            | 2017 |
| Once Ideal de la Liga de Campeones de la Concacaf | 2020 |